# Rue de la Collégiale (Paris)
Pour les articles homonymes, voir Rue de la Collégiale.
La rue de la Collégiale est une voie du 5e arrondissement de Paris dans le quartier du Jardin-des-Plantes.

## Situation et accès
La rue de la Collégiale est desservie à proximité par la ligne 7 à la station Les Gobelins.

## Origine du nom
La rue doit son nom à la présence de l'ancienne église collégiale de Saint-Marcel, située plus au sud de l'actuel boulevard Saint-Marcel.

## Historique
Cette voie a été ouverte en 1858 au travers de l'ancienne église Saint-Martin-du-Cloître qui se trouvait approximativement au niveau des nos 1 et 3 et du no 4. Elle a pris son nom actuel en 1864.

## Bâtiments remarquables et lieux de mémoire
- Le carrefour formé avec le boulevard Saint-Marcel correspond au centre du cimetière Saint-Marcel où fut enterré l'évêque de Paris, Marcel de Paris. C'est devenu plus tard la place de la Collégiale.
- L'hôpital de la Collégiale, qui est un hôpital de jour de l'AP-HP.

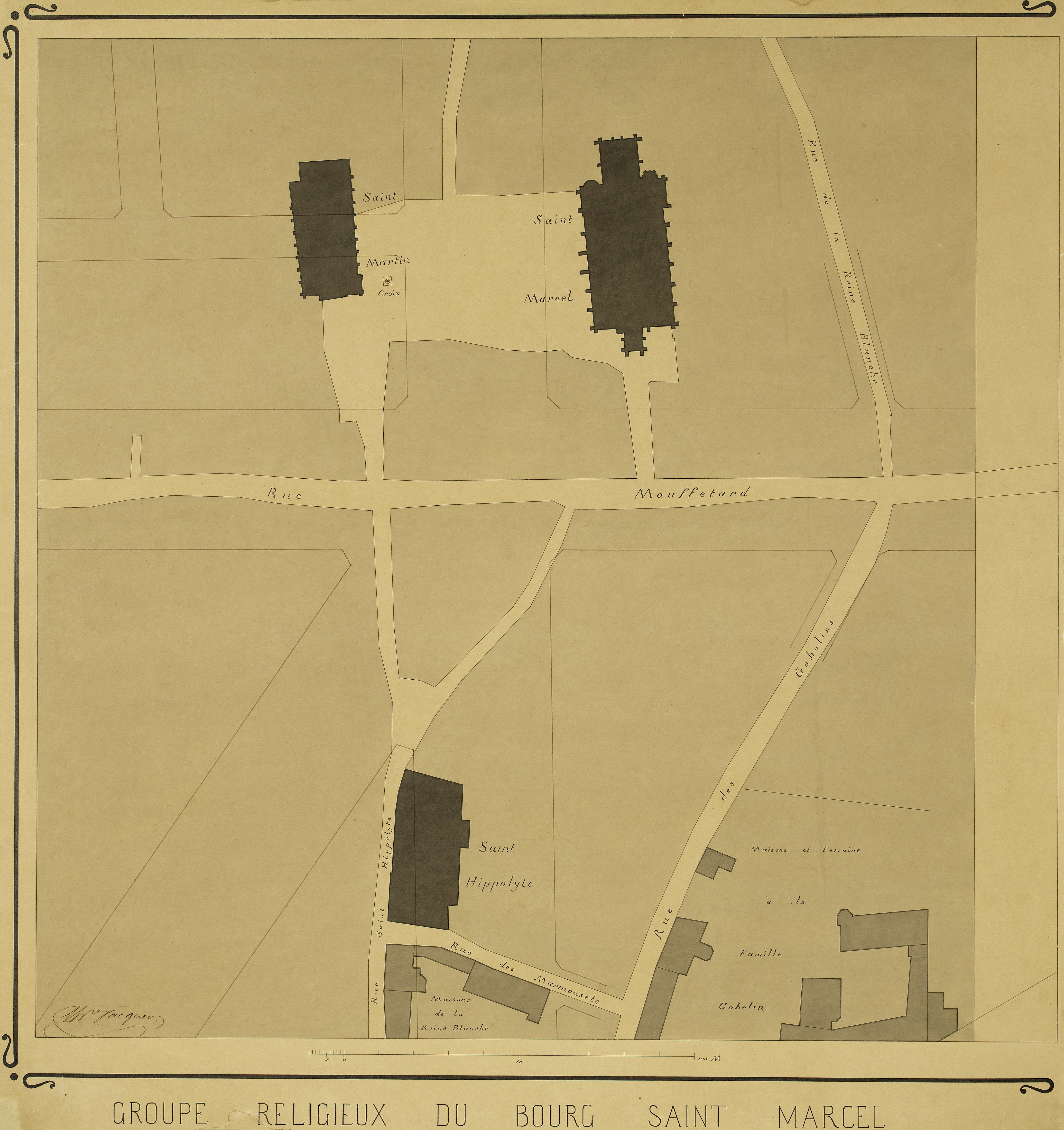
Tracé de la rue actuelle, avec l'emplacement des églises Saint-Martin et Saint-Marcel, séparées par l'ancienne place de la Collégiale.
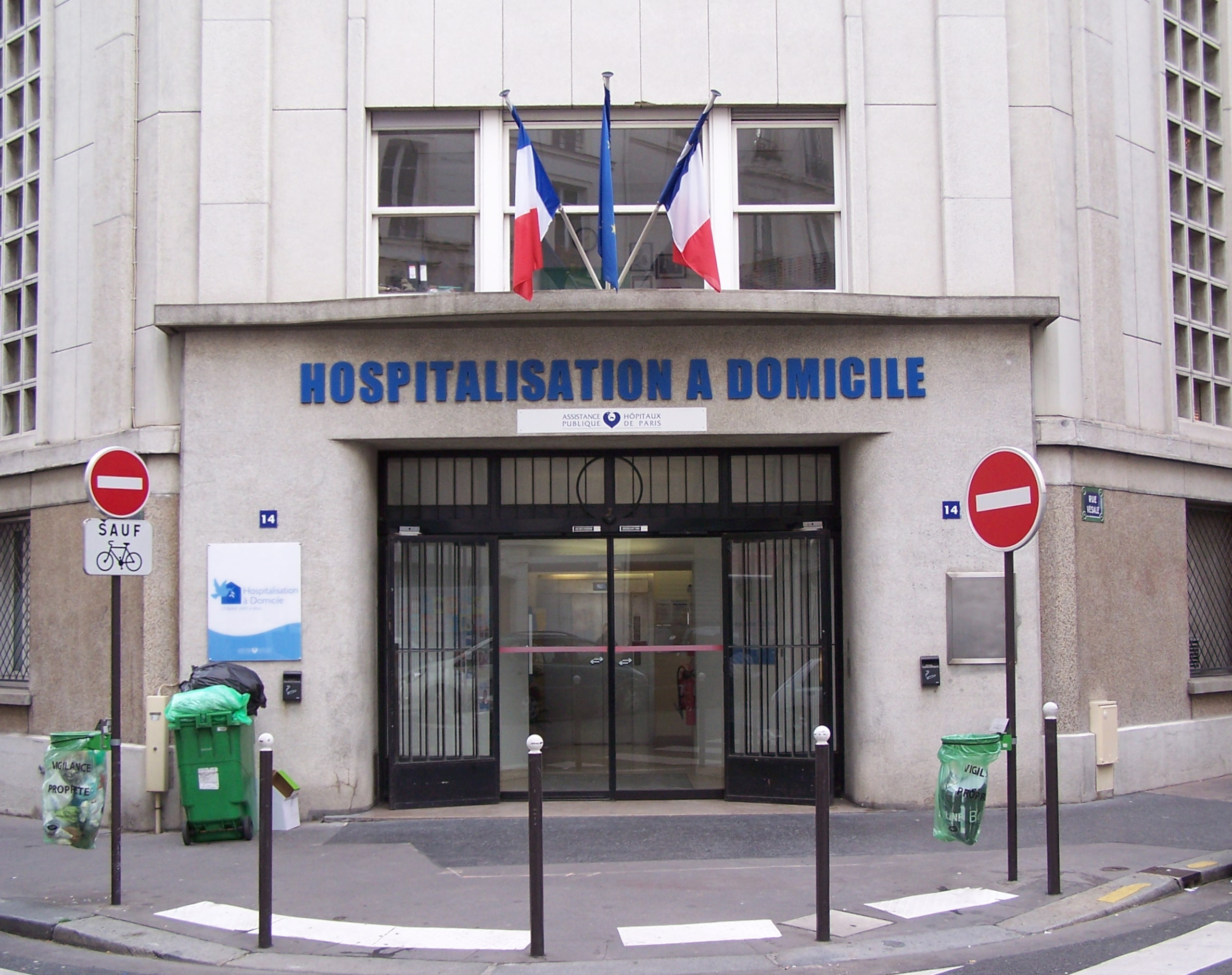
Entrée annexe de l'hôpital de la Collégiale.